# Dacryodes sclerophylla
Dacryodes sclerophylla är en tvåhjärtbladig växtart som beskrevs av José Cuatrecasas. Dacryodes sclerophylla ingår i släktet Dacryodes och familjen Burseraceae. Inga underarter finns listade i Catalogue of Life.